# Duran Duran (1993)
| Recensione | Giudizio |
| ---------- | -------- |
| Discogs    |          |
| Allmusic   |          |

Duran Duran è il settimo album in studio, ed il secondo omonimo, del gruppo musicale britannico Duran Duran, pubblicato nel 1993 dalla Capitol Records e dalla EMI.
Conosciuto comunemente come The Wedding Album, cioè "l'album del matrimonio", dall'immagine di copertina che ritrae le foto di nozze dei genitori dei membri del gruppo. Furono circa 6.500.000 le copie vendute in tutto il mondo.

## Tracce
1. Too Much Information – 4:56 (Duran Duran)
2. Ordinary World – 5:39 (Duran Duran)
3. Love Voodoo – 4:58 (Duran Duran)
4. Drowning Man – 5:15 (Duran Duran)
5. Shotgun – 0:54 (Duran Duran)
6. Come Undone – 4:38 (Duran Duran)
7. Breath After Breath – 4:58 (Duran Duran, Milton Nascimento)
8. UMF – 5:33 (Duran Duran)
9. Femme Fatale – 4:21 (Lou Reed)
cover dell'omonimo brano dei Velvet Underground
10. None of the Above – 5:19 (Duran Duran)
11. Shelter – 4:25 (Duran Duran)
12. To Whom It May Concern – 4:24 (Duran Duran - lyrics by Nick Rhodes)
13. Sin of the City – 7:14 (Duran Duran)

## Formazione
Gruppo
- Nick Rhodes - tastiere
- Simon Le Bon - voce
- John Taylor - basso (eccetto traccia 6)
- Warren Cuccurullo - chitarra

Altri musicisti
- John Jones – co-produttore, ingegnere, programmatore, tastiere, chitarre, voce, basso (traccia 6 Come Undone)
- Milton Nascimento – voce sulla traccia 7 (Breath After Breath)
- Steve Ferrone – batteria traccia 1 (Too Much Information) & 2 (Ordinary World) e percussioni sulla traccia 10 (Femme Fatale)
- Vinnie Colaiuta – batteria sulla traccia 7 (Breath After Breath)
- Dee Long - tastiere addizionali sulla traccia 11 (Shelter)
- Bosco – percussioni traccia 7 (Breath After Breath)
- Lamya – cori sulla traccia 3 (Love Voodoo)
- Tessa Niles – cori sulla traccia 6 (Come Undone)
- Karen Hendrix & Jack Merigg – campioni vocali sulla traccia 4 (Drowning Man)
- Fergus Gerrand – batteria

## Tour promozionali
Per promuovere l'album, il gruppo intraprese l'An Acoustic Evening with Duran Duran durante il 1993 e il  Dilate Your Mind Tour durante il 1993 e il 1994. Per quanto riguarda l'Italia, il primo tour fece tappa nelle seguenti date:
- 20/02/1993 - Roma - Palladium
- 21/02/1993 - Milano - Rolling Stone